# Forever (альбом Spice Girls)
Forever — третий и последний студийный альбом британской поп-группы Spice Girls, выпущен в ноябре 2000 года на лейбле Virgin Records. Диск занял 39 место в чарте Billboard 200 Top 40.

## История выхода альбома
Spice Girls приступили к записи материала для третьего студийного альбома Forever в 1998 году, во время Тура Spiceworld, в это время девушки гастролировали в США. Ещё раз группа объединилась с композиторами Ричардом Стэннардо и Мэттом Роу, незадолго до выпуска сингла «Goodbye». За эти два года, между выпуском сингла «Goodbye» в декабре 1998 и выпуском альбома «Forever» в ноябре 2000 года, сама группа, наряду с поп-музыкой в корне изменилась. Надеясь вырастить более зрелое творение, группа меняет стиль и направление в своей музыке. Объединившись с командой Американских композиторов и продюсеров, альбом стали записывать в стиле R&B. Планировалось, что в альбом войдет песня «W.O.M.A.N.», записанная в 1999 году. Песня была в духе эпохи «Spiceworld» и в конечном счете это и была главная причина того, почему песню не включили в альбом. В интервью с
биографом Дэвидом Синклером, девушки рассказали, что эта песня «повествует о их взрослении, переходе от одного звена к другому».
Релиз альбома состоялся 6 ноября 2000 года. Месяцем ранее был выпущен двойной сингл «Holler / Let Love Lead The Way».

## Список композиций
| №   | Название                     | Автор(ы) | Продюсеры(ы)                                        | Длительность |
| --- | ---------------------------- | --- | --------------------------------------------------- | ------------ |
| 1.  | «Holler»                     | Victoria Beckham Melanie Brown Emma Bunton Melanie Chisholm Rodney Jerkins LaShawn Daniels Fred Jerkins III | Jerkins LaShawn "The Big Shiz" Daniels [a]          | 4:15         |
| 2.  | «Tell Me Why»                | Beckham Brown Bunton Jerkins Daniels Jerkins III Mischke Butler                                             | Jerkins Daniels [a]                                 | 4:13         |
| 3.  | «Let Love Lead the Way»      | Beckham Brown Bunton Chisholm Jerkins Daniels Jerkins III Harvey Mason Jr.                                  | Mason Jr. Jerkins Daniels [a]                       | 4:57         |
| 4.  | «Right Back at Ya»           | Beckham Brown Bunton Chisholm Eliot Kennedy Tim Lever                                                       | Uncle Freddie Daniels [a] Kennedy [b] Sue Drake [b] | 4:09         |
| 5.  | «Get Down with Me»           | Beckham Brown Bunton Jerkins Daniels Jerkins III Butler Robert Smith                                        | Jerkins Smith Daniels [a]                           | 3:45         |
| 6.  | «Wasting My Time»            | Brown Bunton Chisholm Daniels Jerkins III                                                                   | Uncle Freddie Daniels [a]                           | 4:13         |
| 7.  | «Weekend Love»               | Beckham Brown Bunton Chisholm Jerkins Daniels Jerkins III                                                   | Jerkins Daniels [a]                                 | 4:04         |
| 8.  | «Time Goes By»               | Beckham Brown Bunton Jerkins Daniels Jerkins III Butler                                                     | Jerkins Uncle Freddie Daniels [a]                   | 4:51         |
| 9.  | «If You Wanna Have Some Fun» | Beckham Brown Bunton Chisholm James Harris III Terry Lewis                                                  | Jimmy Jam and Terry Lewis                           | 5:25         |
| 10. | «Oxygen»                     | Beckham Brown Bunton Chisholm Harris III Lewis                                                              | Jimmy Jam and Terry Lewis                           | 4:55         |
| 11. | «Goodbye»                    | Beckham Brown Bunton Chisholm Richard Stannard Matt Rowe                                                    | Stannard Rowe                                       | 4:35         |

| №   | Название             | Автор(ы)                                                  | Producer(s)                             | Длительность |
| --- | -------------------- | --------------------------------------------------------- | --------------------------------------- | ------------ |
| 12. | «Holler» (MAW Remix) | Beckham Brown Bunton Chisholm Jerkins Daniels Jerkins III | Jerkins Daniels [a] Masters at Work [c] | 8:30         |

## Сертификации и места в чартах

### Места в чартах
| Чарт (1996—1997)               | Позиция в чартах |
| ------------------------------ | ---------------- |
| Australian ARIA Albums Chart   | 9                |
| Austrian Albums Chart          | 10               |
| Belgian Flemish Albums Chart   | 44               |
| Belgian Walloon Albums Chart   | 39               |
| Canadian Albums Chart          | 6                |
| Dutch Albums Chart             | 30               |
| French SNEP Albums Chart       | 43               |
| Finnish Albums Chart           | 24               |
| German Albums Chart            | 6                |
| Irish Albums Chart             | 25               |
| Italian Albums Chart           | 11               |
| New Zealand RIANZ Albums Chart | 15               |
| Norwegian Albums Chart         | 26               |
| Swedish Albums Chart           | 24               |
| Swiss Albums Chart             | 11               |
| UK Albums Chart                | 2                |
| US Billboard 200               | 39               |

### Сертификации
| Страна         | Сертификация  | Продажи/отгрузки |
| -------------- | ------------- | ---------------- |
| Австралия      | Золотой       | 35 000           |
| Австрия        | Золотой       | 25 000           |
| Бельгия        | Золотой       | 25 000           |
| Бразилия       | Золотой       | 100 000          |
| Канада         | 2× Платиновый | 200 000          |
| Германия       | Золотой       | 150 000          |
| Нидерланды     | Золотой       | 40 000           |
| Новая Зеландия | Золотой       | 7 500            |
| Испания        | Платиновый    | 100 000          |
| Швейцария      | Платиновый    | 50 000           |
| Великобритания | Платиновый    | 264 420          |